# Blandy (Essonne)
Blandy – miejscowość i gmina we Francji, w regionie Île-de-France, w departamencie Essonne.
Według danych na rok 1990 gminę zamieszkiwały 104 osoby, a gęstość zaludnienia wynosiła 13 osób/km² (wśród 1287 gmin regionu Île-de-France Blandy plasuje się na 1053. miejscu pod względem liczby ludności, natomiast pod względem powierzchni na miejscu 488.).